# リラ・ダウンズ
リラ・ダウンズ（Lila Downs、1968年9月9日 - ）はメキシコの歌手。オアハカ州トラヒアコ生まれ。伝統音楽、ワールドミュージック、ポップ・ミュージックに跨がる複数のジャンルで活動している。
彼女の音楽は、自らのルーツであるメキシコ先住民族のスタイルを取り入れており、スペイン語のみならず、ミシュテカ語、サポテク語、マヤ語、ナワトル語、タラスコ語での持ち歌がある（彼女の母語はスペイン語だが、ミシュテカ語と英語も堪能である）。 伝統的なマリアッチスタイルの多いメキシコ出身の歌手の中では異色で、メキシコ以外の国でも人気がある。
1999年、アルバム「La Sandunga」でデビュー。2000年リリースの2枚目のアルバム「Tree of Life」に収録された「La Iguana」は、ビルボードに30週以上連続でチャートインするなどの大ヒットとなる。
2000年頃から活動を一時休止するが、2001年にアルバム「Border」で復帰。2004年にリリースされたアルバム「One Blood」では、1990年代から2000年代初めに活躍したスペインのバンド・メカーノのヒット曲をカバーした。

## ディスコグラフィ
- 1994年 - 「Ofrenda」
- 1996年 - 「Azuláo. En vivo con Lila Downs」
- 1999年 - 「La Sandunga」
- 1999年 - 「Trazos」
- 2000年 - 「Árbol de la Vida/Tree of Life」
- 2001年 - 「La Línea/Border」
- 2004年 - 「Una Sangre/One Blood」
- 2006年 - 「La Cantina: Entre copa y copa...」
- 2008年 - 「El Alma de Lila Downs」
- 2008年 - 「Ojo de Culebra/Shake Away」
- 2010年 - 「Lila Downs en París」
- 2011年 - 罪と奇跡、「Pecados y Milagros/Sins & Miracles」